# Meistaraflokkur (1927)
Sezon 1927 był 16. sezonem o mistrzostwo Islandii. Drużyna KR obroniła tytuł mistrzowski, zdobywając w trzech meczach komplet sześciu punktów. Ze względu na brak systemu ligowego żaden zespół nie spadł ani nie awansował po sezonie.

## Drużyny
Po sezonie 1926 z udziału w rozgrywkach zrezygnował zespół ÍB Vestmannaeyja, żaden zespół natomiast nie dołączył do ligi, w wyniku czego w sezonie 1927 w rozgrywkach Meistaraflokkur wzięły udział cztery zespoły.
| Uczestnicy poprzedniej edycji                                                                                 | Uczestnicy poprzedniej edycji | Uczestnicy poprzedniej edycji | Uczestnicy poprzedniej edycji |
| --- | ----------------------------- | ----------------------------- | ----------------------------- |
| KRE | KR                            | 1                             |                               |
| FRA | Fram                          | 2                             |                               |
| VÍR | Víkingur Reykjavík            | 3                             |                               |
| VAL | Valur                         | 5                             |                               |
| Oznaczenia: - kolumna pierwsza – skróty nazw drużyn, - kolumna trzecia – miejsce zajęte w poprzednim sezonie. |                               |                               |                               |

## Tabela
| Lp. | Drużyna            | M | Z | R | P | Bramki | Bramki | +/– | Pkt |
| --- | ------------------ | - | - | - | - | ------ | ------ | --- | --- |
| 1   | KR (M)             | 3 | 3 | 0 | 0 | 12     | 2      | +10 | 6   |
| 2   | Valur              | 3 | 2 | 0 | 1 | 5      | 3      | +2  | 4   |
| 3   | Víkingur Reykjavík | 3 | 1 | 0 | 2 | 4      | 6      | −2  | 2   |
| 4   | Fram               | 3 | 0 | 0 | 3 | 0      | 10     | −10 | 0   |

## Wyniki
| Gospodarz \ Gość   | FRA | KRE | VAL | VÍR |
| Fram               |     |     |     | 0:1 |
| KR                 | 6:0 |     | 2:0 |     |
| Valur              | 3:0 |     |     | 2:1 |
| Víkingur Reykjavík |     | 2:4 |     |     |

Źródło: Knattspyrnusamband Íslands (isl.)
Objaśnienia:
1Drużyna gospodarzy jest wymieniona po lewej stronie tabeli.
Kolory: zielony – zwycięstwo gospodarzy, żółty – remis, różowy – zwycięstwo gości.